# Valtournenche
Valtournenche é uma comuna italiana da região do Vale de Aosta com cerca de 2.163 habitantes. Estende-se por uma área de 115 km², tendo uma densidade populacional de 19 hab/km². Faz fronteira com Antey-Saint-André, Ayas, Bionaz, Chamois, Torgnon, Zermatt (CH-VS).

## Demografia
| Variação demográfica do município entre 1861 e 2011                               |
|                                                                                   |
| Fonte: Istituto Nazionale di Statistica (ISTAT) - Elaboração gráfica da Wikipedia |